# Hans Mohwinkel
Hans Mohwinkel, Pseudonym Henry Mohwinkel (16. Mai 1862 in Hamburg – 27. April 1922 ebenda) war ein deutscher Opernsänger (Bariton) und Gesangspädagoge.

## Leben
Mohwinkel, Sohn eines Fabrikbesitzers, wollte sich nach Absolvierung des Gymnasiums dauernd der militärischen Laufbahn widmen, folgte dann doch seiner großen Vorliebe für Musik und speziell für Gesang und bildete sich durch Selbststudium in Gesangs- und Musikwissenschaft so weit aus, dass er bereits 1889 sein erstes Engagement in Regensburg antreten konnte, wo er als „Jäger“ in Nachtlager debütierte. Er fand dort durch die hervorragende künstlerische Leitung seines Direktors außerordentliche Förderung. Hierzu kam, dass er das Interesse des Fürsten von Thurn und Taxis erregte und von diesem nach Mailand zu eingehenden Gesangsstudien gesendet wurde. Er vertraute sich dort einem der bedeutendsten Meister, dem Professore di bel canto Alberto Selva an, bei welchem er die Grundlage seiner gesanglichen Kenntnisse legte. Sein nächstes Engagement war Köln (Antrittsrolle „Kühleborn“), dann kam er nach Breslau (Antrittsrolle „Telramund“), Riga (Antrittsrolle „Hans Heilig“), Königsberg (Antrittsrolle „Wolfram“) und Mannheim (Antrittsrolle „Wotan“), wo er bis 1902 verblieb.
Von 1902 bis 1907 wirkte er am Opernhaus Hamburg. Von 1907 bis 1917 wirkte er als Sänger und Regisseur am Hoftheater Schwerin und später in Hamburg als Gesangspädagoge.
Mohwinkel, der zu den geschätzten Heldenbaritonisten gehörte, verfügte über ein großes, kräftiges, in der Tiefe und der Mittellage wohlklingendes, und in der Höhe durch einen fast tenoralen Glanz ausgezeichnetes Organ. Dasselbe, von nicht ungewöhnlichem Umfang und bester Schule, wurde wiederholt, namentlich in der Partie des „Hans Sachs“, mit jenem Anton van Rooys verglichen. Mit ganz gewaltiger stimmlicher Ausdauer bewältigt er diese Riesenaufgabe und verlieh dieser ganzen Partie ein überaus vornehmes künstlerisches Gepräge. Nicht nur seine umfangreiche, frische Stimme fand allgemein die größte Anerkennung, auch in schauspielerischer Beziehung war bei dem Künstler alles durchdacht und sicher charakterisiert. Mohwinkel war nicht nur ein vortrefflicher Wagnersänger, wie seine „Wotan“-Partien, sein „Holländer“ etc. und vor allen Dingen sein „Hans Sachs“ bewiesen, sondern auch ein prächtiger Mozartsänger („Don Juan“, „Almaviva“ etc.). Auch seien noch hervorgehoben: „Tell“, „Rigoletto“, „Lysiart“, „Jung Werner“, „Tonio“, „Turiddu“ etc.